# Sebastian II. (Ortenburg)
Sebastian II. (* vor 1491; † 26. August 1559 auf Schloss Neu-Ortenburg bei Ortenburg) war das achte Kind des Ortenburger Reichsgrafen Sebastian I. und Maria von Neuburg und stammte aus dem Adelshaus Ortenburg.

## Leben und Wirken
Sebastian trat erstmals urkundlich im Jahre 1491 nach dem Tod seines Vaters zusammen mit seinen Geschwistern auf. Darin wird er noch als minderjährig bezeichnet.
Am 28. April 1551 trat Sebastian gemeinsam mit seinem Bruder Georg III. in den Dienst des Kaisers Karl V. und bekleidete den Rang eines Rates. Obwohl Sebastian II. rechtmäßig seinem Anfang des Jahres 1551 verstorbenen Bruder Christoph I. als Reichsgraf von Ortenburg folgen sollte, riet ihm der Kaiser von dem Amt aufgrund seines hohen Alters ab. Sebastian folgte dessen Rat und verzichtete am 21. Mai 1551 wegen körperlicher Gebrechen offiziell auf seine Rechte zugunsten seines Neffen Joachim I.
Am 26. August 1559 verstarb er auf der Feste Neu-Ortenburg, nahe Ortenburg. Sebastian wurde in der Sixtuskapelle, der Ortenburger Begräbnisstätte im Domkreuzgang, neben dem Passauer Dom beigesetzt.

## Nachkommen
Sebastian II. lebte unverehelicht und verstarb kinderlos.